# 人民团结—工人阵线

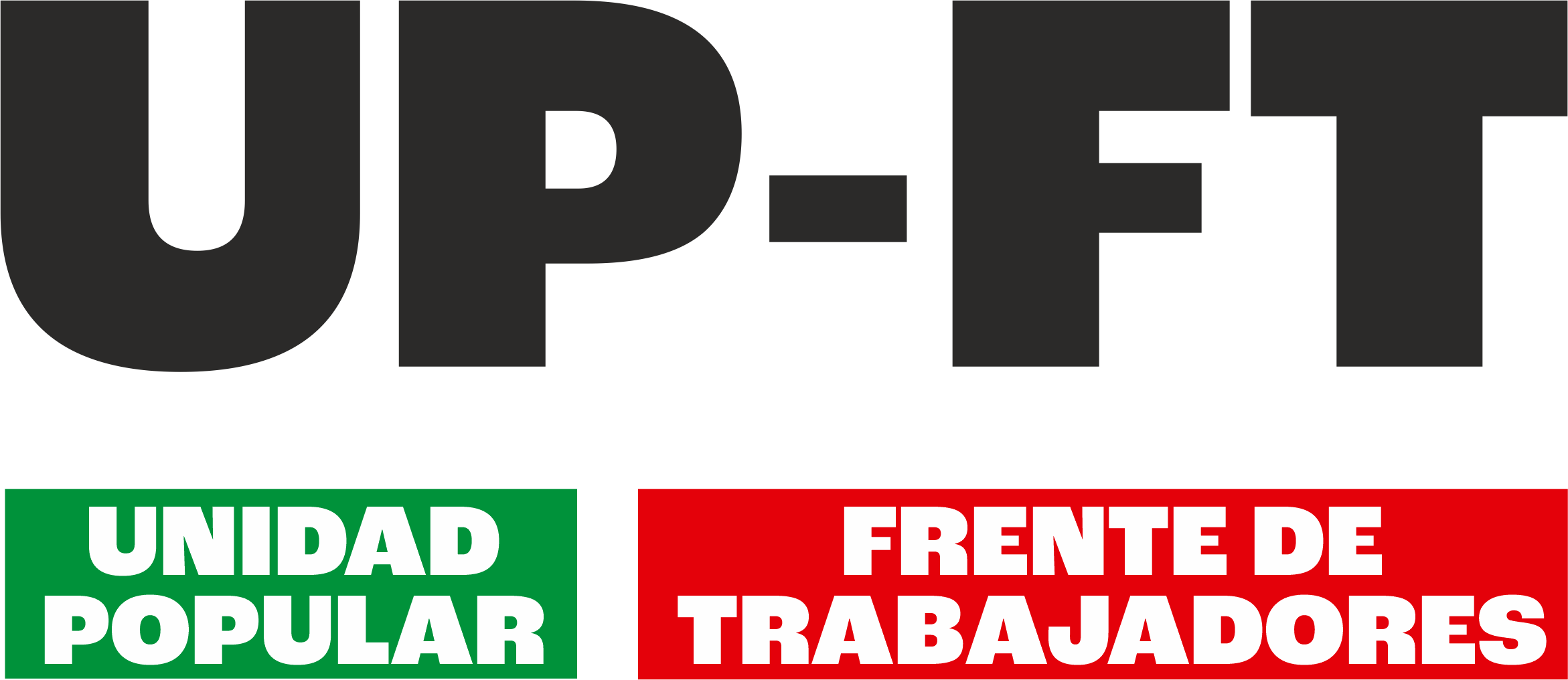
人民团结—工人阵线标志

人民团结—工人阵线（西班牙語：Unidad Popular - Frente de Trabajadores，缩写为UP-FT）是乌拉圭的一个左翼选举联盟。该联盟成立于2023年12月21日，由人民团结、工人党和斗争工人阵线组成。
在2024年乌拉圭大选中，该联盟提名人民团结的冈萨洛·马丁内斯为总统候选人，工人党的安德里亚·雷武尔塔为副总统候选人。